# Kexi
Kexi és una aplicació de gestió de dades de la suite ofimàtica Calligra Suite. Es pot usar per a la implemetació de bases de dades, inserir i processar dades, fer consultes... Kexi es pot connectar a diversos servidors de bases de dades, com PostgreSQL i MySQL.
També pot treballar sense servidor, utilitzant la base de dades SQLite que ja porta integrada, permeten als usuaris guardar i dissenyar fàcilment les seves dades en un sol fitxer. Els formularis es poden crear per tal de tenir una interfície comuna per les teves dades. Els informes simples es poden imprimir o previsualitzar. L'ús de scripts mitjançant Python i Ruby es troba en procés experimental igual que els macros, el Microsoft Access és una aplicació privativa semblant a aquesta. Tots els objectes de la base de dades es guarden a la base de dades, fent fàcil compartir dades i dissenyar tan simple com compartir un sol fitxer.
El Kexi es posiciona per omplir el forat entre les fulls de càlcul i les solucions per a bases de dades que necessiten un desenvolupament més sofisticat.
La idea del seu desenvolupament va començar en veure la manca d'aplicacions com Microsoft Access, FoxPro, Oracle Forms o FileMaker.
L'aplicació Kexi i els seus marcs de treball estan disponibles sota la llicència LGPL. La documentació per a usuaris i desenvolupadors està disponible sota la llicència GFDL.